# 1903 în literatură
- 1902 în literatură — 1903 în literatură — 1904 în literatură

Anul 1903 în literatură a implicat o serie de noi cărți semnificative.

## Evenimente
- 6 aprilie: Apare în Sămănătorul poezia În Luxemburg, semnată Dimitrie Anghel
- 24 octombrie - Mark Twain se mută în Florența.

## Cărți noi
- L. Frank Baum - The Enchanted Island of Yew
- René Boylesve - Enfant à la Balustrade
- Samuel Butler - The Way of All Flesh
- Robert Erskine Childers - The Riddle of the Sands
- Joseph Conrad - Typhoon and Other Stories
- John Fox, Jr. - The Little Shepherd of Kingdom Come
- Mary E. Wilkins Freeman - The Wind in the Rose Bush
- George Gissing - The Private Papers of Henry Ryecroft
- Henry James - The Ambassadors
- Jack London - The Call of the Wild
- John Antoine Nau  - Force ennemie
- Frank Norris - The Pit
- Marmaduke Pickthall - Said the Fisherman
- Beatrix Potter - The Tale of Squirrel Nutkin
- Bram Stoker - The Jewel of Seven Stars
- Jules Verne - Bourses de voyage
- Mary Augusta Ward - Lady Rose's Daughter
- Kate Douglas Wiggin - Rebecca of Sunnybrook Farm
- Emile Zola - Vérité

## Teatru
- Dusé Mohamed Ali - The Jew's Revenge
- J.M. Synge - In the Shadow of the Glen

## Poezie
- Giovanni Pascoli, Canti di Castelvecchio
- Thomas Traherne, Poetical Works (postume)
- William Butler Yeats, In the Seven Woods, Ideas of Good and Evil

## Non-ficțiune
- Ada Cambridge - Thirty Years in Australia
- W. E. B. Du Bois - The Souls of Black Folk
- G. E. Moore - Principia Ethica

## Nașteri
- 7 ianuarie: Zora Neale Hurston, folclorist american (d. 1960)
- 21 februarie: Raymond Queneau, scriitor francez (d. 1976)
- 11 februarie: Alan Paton, scriitor sud-african (d. 1988)
- 13 februarie: Georges Simenon, scriitor belgian (d. 1989)
- 22 februarie: Raymond Queneau, poet francez (d. 1976)
- 22 februarie: Tudor Mușatescu, poet, prozator, dramaturg și publicist român (d. 1970)
- 22 februarie: Morley Callaghan, scriitor canadian (d. 1990)
- 22 martie: Virgil Gheorghiu, poet și pianist român (d. 1977)
- 23 martie: Alejandro Casona, dramaturg și poet spaniol (d. 1965)
- 5 iunie: Stephan Roll, poet român (d. 1974)
- 8 iunie: Marguerite Yourcenar, scriitoare franceză de origine belgiană (d. 1987)
- 18 iunie: Raymond Radiguet, autor francez  (d. 1923)
- 25 iunie: George Orwell, autor englez (d. 1950)
- 14 iulie: Irving Stone, scriitor american (d. 1989)
- 10 iulie: John Wyndham, scriitor britanic (d. 1969)
- 17 octombrie: Nathanael West, romancier american și scenarist (d. 1940)
- 31 decembrie: Ilarie Voronca, poet român (d. 1946)

## Decese
- 22 ianuarie: Augustus Hare, biograf și scriitor de călătorii
- 8 februarie: Ada Ellen Bayly, romancier
- 6 martie: Gaston Paris, critic literar și cărturar
- 14 martie: Ernest Legouvé, dramaturg
- 29 aprilie: Paul du Chaillu, scriitor de călătorii
- 9 mai: Paul Gauguin, pictor francez (n. 1848)
- 12 mai: Richard Henry Stoddard, critic și poet
- 25 mai: Max O'Rell, jurnalist
- 11 iulie: William Henley, poet britanic
- 20 iulie: Papa Leon al XIII-lea (n. 1810)
- 1 septembrie: Charles Bernard Renouvier, filozof (n. 1815)
- 4 octombrie: Otto Weininger, filozof
- 1 noiembrie: Theodor Mommsen, savant, istoric și scriitor german, laureat al Premiului Nobel (n. 1817)
- 13 noiembrie: Camille Pissarro, pictor francez (n. 1830)
- 8 decembrie: Herbert Spencer, filosof englez (n. 1820)
- 20 decembrie: Kornél Ábrányi (tatăl), memorialist, muzicolog și compozitor maghiar (n. 1822)
- 20 decembrie: George Gissing, romancier britanic

## Premii
- Premiul Nobel pentru Literatură: Bjørnstjerne Bjørnson